# Загальнодержавна програма розвитку мінерально-сировинної бази України на період до 2010 року
«Про затве́рдження Загальнодержа́вної програ́ми ро́звитку мінера́льно-сирови́нної ба́зи Украї́ни на пері́од до 2010 року», (рос. “Об утверждении общегосударственной программы развития минерально-сырьевой базы Украины на период до 2010 года”, англ. “On Approval of the National Program for Development of Mineral and Raw Material Base of Ukraine for a Period of up to 2010”, нім. “Über die Bestätigung des gesamtstaatlichen Programms der Entwicklung mineralischer Rohstoffbasis der Ukraine für die Periode bis 2010”) — Закон України, визначає пріоритетні напрями геологічних досліджень з метою забезпечення господарства України гостродефіцитними видами власної мінеральної сировини. 
Прийнятий 22 лютого 2006 р., № 3458-IV, набрав чинності з 1 січня 2007 р. 
Містить розділи: 
1. Загальний стан та основні проблеми мінерально-сировинної бази України.
2. Мета, основні завдання та напрямки реалізації програми розвитку мінерально-сировинної бази (за підгалузями: Паливно-енергетичні ресурси. Металічні корисні копалини. Неметалічні корисні копалини.
3. Механізм виконання Програми.
4. Етапи реалізації Програми.
5. Міжнародне співробітництво.
6. Очікувані результати реалізації Програми.

Крім того, у додатку вказані джерела фінансування Програми.
Очікуваними результатами реалізації Програми є:
- відкриття і розвідка нових родовищ паливно-енергетичної сировини;
- удосконалення мінерально-сировинної бази діючих гірничодобувних підприємств України з метою підвищення економічної ефективності та екологічної чистоти їх виробництва, підвищення якості і конкурентоспроможності готової продукції. Особлива увага приділяється підприємствам, що добувають корисні копалини, які користуються сталим попитом на світовому ринку, і здатні найближчим часом збільшити валютні надходження в Україну (титан, циркон, декоративно-облицювальні матеріали, каолін, графіт) або випускати продукцію для вигідного товарообміну з країнами СНД (залізні і манґанові руди, титан, циркон, вогнетривкі глини та інше);
- створення власного виробництва гостро необхідних видів мінеральної сировини, що ввозяться з інших країн і без яких неможлива робота діючих металургійних та деяких інших підприємств (хромові та хромонікелеві руди, флюорит, фосфатна сировина, форстеритові вогнетриви). У першу чергу йдеться про родовища, розташовані поряд із діючими або з такими, що виходять з ладу, гірничодобувними підприємствами, що дасть змогу використати їх потужності, інфраструктуру і кадри;
- розбудова власної мінерально-сировинної бази найважливіших стратегічних видів корисних копалин: золота та інших благородних металів, скандію, літію, рідкісних земель та інших. Це дасть можливість забезпечити власною сировиною складні наукоємні технології сучасних виробництв і зміцнити експортний потенціал держави. У цьому напрямі першочергова увага також приділяється родовищам, які розташовані поблизу гірничодобувних підприємств.

Пошуки багатших покладів цієї цінної сировини в інших районах мають на меті: — підготовку нових родовищ для ви-гідної експлуатації у майбутньому як власними силами України, так і з використанням зарубіжних інвестицій; — комплексне геологічне, гідрогеологічне, інженерно-геологічне та еколого-геологічне картування і картографування території.